# Schwarzer Adler
Schwarzer Adler ist ein Ortsteil im Stadtbezirk Langenberg der nordrhein-westfälischen Stadt Velbert.
Der Ortsteil befindet sich östlich des Langenberger Ortszentrums auf einem Teil der Erhebung Hordtberg nördlich des Deilbachtals. Der nur spärlich besiedelte Ortsteil ist größtenteils bewaldet. Zu ihm gehören die Ortslagen Am Brill, Bertram, Thielen, Übelgönne  und Rommel.
Zu den bekannten Einrichtungen im Ortsteil gehören das Nizzabad am Deilbach und auf der Höhenlage ein Funkmast des Rundfunksenders Langenberg.